# Коротких, Иван Максимович
Иван Максимович Коротких (24 июня 1901, с. Каменка, Харьковская губерния, Российская империя — 19 января 1992, Россия, Москва) — советский военачальник, генерал-майор артиллерии (11.7.1945).

## Биография
Родился 24 июня 1901 года в селе Каменка, ныне в Изюмском районе, Харьковская область, Украина. Украинец.
До службы в армии работал счетоводом в Союзе потребительских обществ в городе Изюм.

## Военная служба

### Гражданская война
С апреля 1918 года состоял рядовым бойцом в партизанском отряде. В его составе сражался с немецкими войсками и петлюровцами в районах городов Изюм и Славянск. В феврале 1919 года перешёл с ним в РККА и зачислен красноармейцем в отдельную (особую) батарею 13-й армии.
С сентября 1919 года служил в 55-м артиллерийском дивизионе, с декабря — в запасной батарее Орловского военного округа. Участвовал в боях под Старым Осколом, против прорвавшейся конницы генерала К. К. Мамонтова в 1919 года будучи в 55-м артиллерийском дивизионе, под городом Орел в составе батареи был захвачен в плен, но через несколько часов бежал.
С мая 1920 года служил в батарее 7-го корпуса 2-й Конной армии. В боях за Сиваш осенью воевал с батареей в составе 46-й стрелковой дивизии. Член ВКП(б) с 1920 года. В мае 1921 года назначен политруком учебной команды этой дивизии в Крыму.

### Межвоенные годы
В августе 1921 года зачислен курсантом на Севастопольские артиллерийские курсы, по их расформировании в январе 1923 года переведён в Киевскую артиллерийскую школу. В сентябре 1925 года окончил её и был назначен в 9-й артиллерийский полк 9-й Донской стрелковой дивизии, где проходил службу командиром огневого взвода и взвода полковой школы, командиром батареи и дивизиона, начальником штаба полка.
В сентябре 1931 года зачислен слушателем в Военно-техническую академию РККА (24 июня 1932 г. переименована в Артиллерийскую академию РККА им. Ф. Э. Дзержинского). В мае 1936 года капитан Коротких окончил её по 1-му разряду и назначен старшим преподавателем в Севастопольскую школу зенитной артиллерии.
В ноябре 1936 года отозван в Разведывательное управление РККА и в январе 1937 года направлен в служебную командировку в Турцию. За время стажировки в турецкой армии овладел разговорной частью турецкого языка, хорошо изучил турецкую армию и дал ряд ценных докладов по её характеристике.
По возвращении в июне 1938 года майор Коротких назначен военным атташе Полпредства СССР в Литве. С вхождением Литвы в состав СССР в сентябре 1940 года назначен начальником отделения 2-го отдела Разведывательного управления Генерального штаба Красной Армии.
В мае 1941 года полковник Коротких переведён на должность начальника особого курса (дипломатического) при Высшей специальной (разведывательной) школы Генштаба РККА.

### Великая Отечественная война
С началом войны курс так и не был сформирован, но должность сохранялась. В январе 1942 года Коротких назначен начальником 1-го факультета этой же Высшей специальной школы Генштаба Красной Армии.
В январе 1943 года по личной просьбе о направлении в действующую армию он был зачислен в распоряжение Управления кадров артиллерии Красной Армии, затем назначен начальником штаба 25-й зенитной артиллерийской дивизии РГК, формировавшейся в Москве. В период формирования временно и. о. командира дивизии. В конце того же месяца убыл с ней на Центральный фронт. По прибытии в город Курск сдал её вновь назначенному полковнику К. М. Андрееву и вступил в исполнение прямых обязанностей начальника штаба. До июля 1943 года части дивизии вели противовоздушную оборону железнодорожных станций Курск, Золотухино, Возы, а также прикрывали боевые порядки 15-й стрелковой дивизии и 13-й армии. Только с апреля по июнь 1943 года ими было сбито 15 и подбито 13 самолётов противника. В оборонительных боях под Курском в июле дивизия действовала на главном направлении, отражая налёты авиации противника на станции Поныри, Бузулук, Подолянь, Степь. Затем участвовала в Орловской наступательной операции. Всего за время Курской битвы дивизией было сбито до 80 самолётов противника. Приказом по войскам Центрального фронта от 15.7.1943 г. полковник Коротких был награждён орденом Красного Знамени.
По достижении м. Кромы в ходе наступления дивизия была передана на поддержку войск 60-й армии (на левом фланге Центрального фронта), в этот период Коротких фактически и. о. командира дивизии (прежний командир отстранён от должности). В сентябре 1943 года дивизия была выведена на пополнение в город Глухов, а Коротких вызван в Москву и назначен командиром вновь формируемой 66-й зенитной артиллерийской дивизии РГК. В период формирования в апреле 1944 года тяжело заболел (воспаление легких) и находился на лечении в московском госпитале.
По выздоровлении в июне того же года назначен командиром 47-й зенитной артиллерийской дивизии РГК. Её части поддерживали войска 49-й армии в оборонительных боях на реке Проня, затем в прорыве обороны и наступлении в ходе Белорусской наступательной операции. Форсировав реку Днепр севернее Могилева, она была задержана для прикрытия переправ через реку и отстала от частей 49-й армии. Затем форсированным маршем переброшена под Могилев, где вела ожесточённые уличные бои на северной окраине города. Своими действиями она способствовала войскам 50-й армии, наступавшим с юга и востока, в уничтожении окружённой Могилевской группировки противника. Особенно отличился полк среднего калибра по разгрому немецкой группы во главе с комендантом города (сам он был взят в плен). В начале июля дивизия вела бои против окружённой Минской группировки противника (стояла в 40 км юго-восточнее Минска), после её разгрома успешно действовала севернее Гродно при захвате и удержании плацдарма на левом берегу реки Неман и при овладении крепостью Осовец. Приказом по войскам 2-го Белорусского фронта от 15.7.1944 г. полковник Коротких был награждён орденом Александра Невского.
В конце августа 1944 года дивизия из-под города Осовец была переброшена в город Острув-Мазовецки для прикрытия прибывающей сюда 2-й ударной армии. С января 1945 года она осуществляла противовоздушную оборону войск армии в боях на плацдарме на реке Нарев у Пултуска, в Млавско-Эльбингской наступательной операции, боях за города Мариенбург и Эльбинг. Затем дивизия вместе с армией наступала на Данциг, участвуя в Восточно-Померанской наступательной операции. За успешные бои по овладению Данцигом она была награждена орденом Богдана Хмельницкого 2-й степени, а её командир полковник Коротких — орденом Красного Знамени. После взятия Данцига дивизия вышла из 2-й ударной армии и получила задачи на прикрытие войск 2-го Белорусского фронта при форсировании реки Одер южнее Штеттина. Здесь она находилась до конца войны.
За боевые отличия комдив Коротких был два раза персонально упомянут в благодарственных в приказах Верховного Главнокомандующего.

### Послевоенное время
После войны генерал-майор артиллерии Коротких продолжал командовать этой дивизией. В октябре 1945 года за допущение крупных хищений должностными лицами дивизии он был отстранён от должности и назначен с понижением начальником штаба 94-й дивизии ПВО.
С июля 1946 года командовал 15-й бригадой ПВО, по её расформировании в феврале 1949 года допущен к временному и.д. командующего войсками ПВО Забайкальского района.
В октябре 1949 года назначен командиром 90-й зенитной артиллерийской дивизии войск ПВО Комсомольско-Хабаровского района.
С сентября 1952 г. командовал 78-й зенитной артиллерийской дивизией РВК.
Приказом МО СССР от 3.12.1953 г. генерал-майор артиллерии Коротких уволен в запас.
Скончался в Москве 19 января 1992. похоронен на Кунцевском кладбище.

## Награды
- орден Ленина (21.02.1945)[5]
- четыре ордена Красного Знамени (15.07.1943[6], 03.11.1944[5], 31.05.1945[7], 20.06.1949[5])
- орден Александра Невского (15.07.1944)[8]
- орден Отечественной войны I степени (06.04.1985)[9]
- орден Красной Звезды (28.10.1967)[10]

медали в том числе:
- - «За оборону Москвы»
  - «За победу над Германией в Великой Отечественной войне 1941—1945 гг.» (1945)
  - «За взятие Кёнигсберга»
  - «Ветеран Вооружённых Сил СССР» (1976)
- серебряные наградные часы (ноябрь 1922)
- знак «50 лет пребывания в КПСС»

Приказы (благодарности) Верховного Главнокомандующего в которых отмечен И. М. Коротких.
- За овладение штурмом городом и крепостью Осовец — мощным укреплённым районом обороны немцев на реке Бобр, прикрывающим подступы к границам Восточной Пруссия. 14 августа 1944 года № 166.
- За овладение городом и крепостью Гданьск (Данциг) — важнейшим портом и первоклассной военно-морской базой немцев на Балтийском море. 30 марта 1945 года. № 319.

Других государств
- иностранный орден